# ELEKIBASS
ELEKIBASSは、日本のロックバンド。1998年、東京都専修大学でフロントマン/ソングライターYouichi Sakamotoを中心に結成された。音楽サークル/レーベル、エレファント6のThe Apples In Stereoやof montreal等と交流がある。

## 概要
ビートルズ、ザ・ビーチ・ボーイズから影響を受けたサイケデリック・ポップを基盤とし、NRBQやKevin Ayersからの影響を大きく受け、プログレッシブ・ロック、カントリー・ミュージック、ソフトロック、AORなど多彩なジャンルの要素が混在している。ラストラム

## メンバー

### 現在のメンバー
- Youichi Sakamoto(ボーカル/作曲/その他)
  - フロントマン。バンド楽曲の全作曲を行っている。
  - WaikikiRecordのレーベルのオーナーで、レーベルからリリースするバンドのディレクションも行っている。
- Junpei Kameda"JP"(ギター/その他)
- Masanori Misawa(キーボード/その他)
  - ツアーメンバー。
  - 宅録ユニット、Like This Paradeのメンバー。
- Noriyuki Sugata(ドラムス)
  - ツアーメンバー。
  - インストバンド、FULL SWINGのメンバー。
- Hiroshi Takamiya(ベース)
  - ツアーメンバー。
  - インストバンド、FULL SWINGのメンバー。
- Mami Namiki (トロンボーン)
  - ツアーメンバー。夢見る港のメンバー。
- Takuya Irie (サクソフォーン)
  - ツアーメンバー。henrytennisのメンバー。

## ディスコグラフィー
- 2000 califrnia(abcdefg*record)
- 2001 singles and earlytracks(WaikikiRecord)
- 2002 MYSTIC BROTHERS MAGIC SISTER(Lastrum)
- 2005 TOP OF THE POPS (BEACH RECORD/WaikikiRecord)
- 2009 Paint it white  (WaikikiRecord)
- 2009 Paint it Black-EVERYBODY!COME!!LET'S GET DOWN!!!- (WaikikiRecord)
- 2014 Home Party Garden Party (WaikikiRecord)
- 2016 Theme of Melancholic Matilda (WaikikiRecord)
- 2019 SEASON OF MINE (WaikikiRecord)
- 2020 Tiger on the freeway (WaikikiRecord)

## 来歴
- 1998年
  - ボーカルのSakamotoを中心に専修大学内音楽サークル“FREE SPILIT”にて結成。
- 2000年
  - アメリカのバンドof montrealの来日公演の大阪のオープニングアクトを務める。
- 2001年
  - of montrealとアメリカ東海岸12ヶ所のアメリカツアーを行う。
- 2002年
  - BEAT CRUSADERSの荒木主催「araki NIGHT」にて サイクロンズ・ザ・ストライカーズと東名阪ツアーを行う。
- 2003年
  - アメリカのバンド63crayonsと2回目のアメリカツアーをアメリカ東海岸11ヶ所で行う。
  - アメリカのバンドCasper&&TheCookiesを招聘、日本国内ツアーを行う。
- 2004年
  - 「oh!!!モーレキィ!!ツアー2004」mooolsと東名阪ツアーを行う。
  - 「ステキナイト04'」＠渋谷クアトロ（guest:堂島孝平）をcafelonと共同主催。
- 2005年
  - Casper&TheCookiesと3度目のアメリカツアー12ヶ所、イギリスのシンガーKirth John Adamsと共に行う。
  - ジョージア州のアセンズポップフェスティバル出演。その模様がワシントンポストに掲載され、BBCジャーナリストからの絶賛コメントを受け取る。
  - of montrealを招聘、ジャパンツアーをサポート、Limited Express(has gone)らと5箇所（東名阪京福）のツアーを行う。
  - 「ステキナイト'05」＠渋谷CLUB QUATTRO（guest:SAKEROCK）をcafelonと共同主催。
- 2006年
  - サンプリングサンと東名阪CLUB QUATTROツアーを含む全国7箇所のツアーを行う。
  - アメリカのバンドCalvin don't jump、イギリスのバンドKeith John Adamsを招聘、ジャパンツアーを行う。
  - 台湾最大のフェスティバル「Formoz fes 06'」に出演。
- 2007年
  - 春 of montrealと4度目のアメリカツアーを8箇所、イギリスのバンドVelcro starsと7箇所ツアーを行う。
  - 台湾最大のフェスティバル「Formoz fes 07'」出演。
  - Casper&TheCookiesと5度目のアメリカツアーを行う。
- 2008年
  - 3rdアルバム「paint it white」を制作。海外レコーディング・マスタリングにて完成。
- 2009年
  - 東京日仏学院にて「Tokyo Pop Festival」主催。出演者はELEKIBASS/HARCO/ALOHA/acari/onnacodomo/原田茶飯事BAND/渡辺シュンスケ/PetBottles/2 from FullSwing/advantage Lucy/Ra'con/徳永憲/クノシンジ/小田晃生/ソフテロ/世武裕子。
- 2010年
  - Casper&TheCookies、Keith John Adamsと6度目のアメリカツアーを全10箇所行う。
  - 東京日仏学院にて「ELEKIBASS TOKYOTOWN LIVE 2010」開催
- 2011年
  - 東京日仏学院にて「ELEKIBASS TOKYOTOWN LIVE 2011」開催（guest:しゃかりきコロンブス）
- 2012年
  - 東京日仏学院にて「ELEKIBASS TOKYOTOWN LIVE 2012」開催（guest:奇妙礼太郎）
- 2013年
  - アンスティチュ・フランセ東京にて「ELEKIBASS TOKYOTOWN LIVE 2013」開催（guest:MILKBAR/カツマーレー&The SOUL KITCHEN）。7度目のアメリカツアーをレーベル〈K〉所属のバンド、LAKEのソングライター/マルチプレイヤーのAshley Erikssonと12箇所行う。
- 2014年
  - LAKEの来日サポート。
  - アンスティチュ・フランセ東京にて「ELEKIBASS TOKYOTOWN LIVE 2014」開催（guest:サンドクロック/ 空中カメラ / ジャポニカソングサンバンチ / Rei / LOS ADIOS GOMEZ / けふなろ　/ カツマーレー&The SOUL KITCHEN / 小田晃生)
- 2015年
  - アンスティチュ・フランセ東京にて「ELEKIBASS TOKYOTOWN LIVE 2015」開催（guest:南国ペヤング / Special Favorite Music / 空中カメラ / ザ・なつやすみバンド / The Eversons(newzealand)）
- 2016年
  - アンスティチュ・フランセ東京にて「ELEKIBASS TOKYOTOWN LIVE 2016」開催（guest:音の旅crew / ザ・ペンフレンドクラブ / Sundayカミデ / 中嶋佑樹(SPIRO)）。
  - 8月にアメリカのジョージア州アセンズで開催されるインディーポップ・ミュージックのフェスティバル「Athens Popfest」出演。
  - 11月、4枚目のフルアルバム『Theme of Melancholic Matilda』をリリース。
- 2019年
  - WaikikiRecord/ELEKIBASS 20周年イベント開催。
  - Robert Schneider + John Ferguson (The Apples in stereo) 来日をサポート。
- 2020年
  - 6thEP「Tiger on the freeway」をレコード・ストア・デイ2020に合わせてアナログ盤/配信リリース。